# Váta Lóránd
Váta Lóránd (Sepsiszentgyörgy, 1972. szeptember 19. –) Jászai Mari-díjas erdélyi magyar színművész. 

## Életpályája
1983-1991 között a Sepsiszentgyörgyi Zeneművészeti Középiskolában tanult. 1991-1995 között a marosvásárhelyi Szentgyörgyi István Színművészeti Egyetem színművész szakos hallgatója volt. 1995-2009 között a sepsiszentgyörgyi Tamási Áron Színház tagja volt. 2009-től a Kolozsvári Állami Magyar Színház színésze.

## Filmes és televíziós szerepei
- A Király (2022) ...Pataky Attila
- Tóth János (2017) ...Testépítő
- Hajnali láz (2015) ...Litzman
- Előreǃ (2002)

## Díjai és kitüntetései
- A Kultúra Szabadságáért Díj (1997)
- Jászai Mari-díj (2009)